# Nekrolog 1453
Nekrolog
◄◄
| ◄
| 1449
| 1450
| 1451
| 1452
| 1453 | 1454 | 1455 | 1456 | 1457 | ► | ►►
Weitere Ereignisse | Allgemeiner Nekrolog 1453
Die Beschreibung der verstorbenen Person sollte so kurz wie möglich gehalten sein und nur deren signifikante Tätigkeit(en) enthalten.
Neue Namen ggf. auch unter dem Geburts- und Sterbedatum, also etwa unter 1. Januar und im Geburts- und Sterbejahr (2024) eintragen (nur bei entsprechender großer Wichtigkeit). Für Beispiele siehe die schon vorhandenen Artikel.
Außerdem über die fünf zuletzt Verstorbenen, zu denen es einen ausreichend guten Artikel für eine Präsentation auf der Hauptseite gibt, nach der todesbedingten Überarbeitung der Artikel ggf. auch unter Wikipedia Diskussion:Hauptseite informieren und sie am besten auch in den anderen Wikipedia-Sprachversionen eintragen. Tipp: Regelmäßig bei news.google.de nach „ist tot“, „gestorben“ oder „verstorben“ suchen.
Wenn eine Person gestorben ist, gibt es viele Seiten zu dieser Person in der Wikipedia, die davon auch betroffen sind und entsprechend aktualisiert werden müssen. Beispiele: Namenübersichtsseite, Geburtsjahr, Geburtsort-Seiten und viele mehr.
Wie finde ich die betroffenen Seiten?
Im Suchfeld auf der linken Seite gibt man den Suchbegriff so ein: „Vorname Nachname“. Dann klickt man auf Volltext und alle Seiten mit entsprechendem Suchtext werden aufgerufen. Hier sieht man dann schnell, wo auch das Todesjahr Sinn macht oder sogar ein Teil des Artikels angepasst werden muss. Auch hilft das „Werkzeug“ auf der linken Seite sehr gut, um solche Seiten aufzufinden: „Links auf diese Seite“. Somit ist die Wikipedia wieder aktuell in allen Bereichen! Hinweis: bei Eintragung der Kategorie „Gestorben JAHR“ wird der Missbrauchsfilter 49 ausgelöst, was jedoch nicht schlimm ist. Siehe: Spezial:Missbrauchsfilter/49
Dies ist eine Liste von im Jahr 1453 verstorbenen bekannten Persönlichkeiten. Die Einträge erfolgen innerhalb der einzelnen Daten alphabetisch sortiert. Tiere sind im Nekrolog für Tiere zu finden.

## Januar
| Tag       | Name            | Beruf, bekannt als               | Alter | Beleg |
| --------- | --------------- | -------------------------------- | ----- | ----- |
| 9. Januar | Stefano Porcari | römischer Politiker und Humanist |       |       |

## Februar
| Tag         | Name     | Beruf, bekannt als                  | Alter | Beleg |
| ----------- | -------- | ----------------------------------- | ----- | ----- |
| 28. Februar | Isabella | Herzogin von Lothringen (1431–1453) |       |       |

## Mai
| Tag     | Name               | Beruf, bekannt als                                                    | Alter | Beleg |
| ------- | ------------------ | --------------------------------------------------------------------- | ----- | ----- |
| 8. Mai  | Gottfried Borninck | norddeutscher Geistlicher, Führungspersönlichkeit der Devotio moderna |       |       |
| 22. Mai | Thomas (I.) Venetz | Landeshauptmann von Wallis                                            |       |       |
| 29. Mai | Konstantin XI.     | letzter byzantinischer Kaiser                                         |       |       |

## Juni
| Tag     | Name                      | Beruf, bekannt als                            | Alter | Beleg |
| ------- | ------------------------- | --------------------------------------------- | ----- | ----- |
| 1. Juni | Çandarlı II. Halil Pascha | Großwesir im Osmanischen Reich                |       |       |
| 2. Juni | Álvaro de Luna            | kastilischer Machthaber                       |       |       |
| 4. Juni | Loukas Notaras            | letzter Megas Doux des Byzantinischen Reiches |       |       |

## Juli
| Tag      | Name                               | Beruf, bekannt als                               | Alter | Beleg |
| -------- | ---------------------------------- | ------------------------------------------------ | ----- | ----- |
| 3. Juli  | Jacques de Lalaing                 | Diener der Herzöge von Burgund und Turnierritter |       |       |
| 17. Juli | John Talbot, 1. Earl of Shrewsbury | englischer Feldherr des Hundertjährigen Krieges  |       |       |
| 20. Juli | Enguerrand de Monstrelet           | französischer Chronist                           |       |       |

## Oktober
| Tag         | Name                | Beruf, bekannt als                   | Alter | Beleg |
| ----------- | ------------------- | ------------------------------------ | ----- | ----- |
| 13. Oktober | Jakob I.            | Markgraf von Baden (1431–1453)       | 46    |       |
| 21. Oktober | Silvester Pflieger  | Bischof von Chiemsee                 |       |       |
| 30. Oktober | Francesco Condulmer | venezianischer Geistlicher, Kardinal |       |       |

## November
| Tag          | Name                      | Beruf, bekannt als                                 | Alter | Beleg |
| ------------ | ------------------------- | -------------------------------------------------- | ----- | ----- |
| 16. November | Johann II. von Schaunberg | Landmarschall und Landeshauptmann in Österreich    |       |       |
| 21. November | Johann I.                 | Herzog von Liegnitz, Lüben, Ohlau und Haynau       |       |       |
| 25. November | Juan de Cervantes         | spanischer Geistlicher, Kardinal und Kardinaldekan |       |       |

## Dezember
| Tag          | Name                      | Beruf, bekannt als   | Alter | Beleg |
| ------------ | ------------------------- | -------------------- | ----- | ----- |
| 24. Dezember | John Dunstable            | englischer Komponist |       |       |
| Dezember     | Mathieu de Foix-Comminges | Graf von Comminges   |       |       |

## Datum unbekannt
| Tag | Name                              | Beruf, bekannt als                                         | Alter | Beleg |
| --- | --------------------------------- | ---------------------------------------------------------- | ----- | ----- |
|     | Niccolò Baroncelli                | italienischer Bildhauer in der Renaissance                 |       |       |
|     | Günther von Bartensleben          | Persönlichkeit des Adelsgeschlechts derer von Bartensleben |       |       |
|     | Duncan Campbell, 1. Lord Campbell | Lord of Parliament                                         |       |       |
|     | Dschaqmaq                         | Sultan der Mamluken in Ägypten (1438–1453)                 |       |       |
|     | Václav Koranda                    | Geistlicher der Hussiten                                   |       |       |
|     | Carlo Marsuppini                  | italienischer Humanist und Staatskanzler von Florenz       |       |       |
|     | Bernat Martorell                  | spanischer Maler                                           |       |       |
|     | Muhammad IX.                      | Emir von Granada                                           |       |       |
|     | Thongwa Dönden                    | sechster Lama in der Inkarnationsreihe der Karmapas        |       |       |